# 퉁야오
퉁야오(중국어 간체자: 童瑶, 정체자: 童瑤, 병음: Tóng Yáo, 한자음: 동요, 1985년 8월 11일 ~ )은 중국의 배우 겸 모델이다. 장쯔이 닮은꼴로 유명하다. 윈난성 쿤밍시에서 태어났다.

## 출연 작품

### 드라마
- 겨우, 서른 (2020년)
- 이십불혹 (2020년)
- 수설아결불료혼 (2020년)
- 청풍명월가인 (2020년)
- 불완미적타 (2020년)
- 대강대하 (2018년)
- 장야 (2018년)
- 여의전 (2018년)
- 성중당 (2018년)
- 정제행복 (2016년)
- 신견소칠2 (2016년)
- 전신우도니 (2016년)
- 종조가정 (2015년)
- 신규밀시대 (2014년)
- 독생자녀적파파마마 (2013년)
- 민병갈이단 (2012년)

### 영화
- 과년호 (2016년)
- 백발마녀전: 명월천국 (2014년)
- 구애가기 (2014년)
- 조견, 만애 (2013년)
- 최장적포옹 (2012년)
- 빅 딜 (2011년)
- 타이페이에 눈이 온다면 (2011년)
- 부감설애니 (2009년)
- 구룡패 (2009년)